# Rue d'Angerville
Rue d'Angerville is een gehucht in de Franse gemeente Angerville-la-Martel in het departement Seine-Maritime in Normandië. 
Het gehucht ligt in het zuidoosten van de gemeente, zo'n halve kilometer ten zuidoosten van het dorpscentrum van Angerville, waarvan het gescheiden is door het terrein van het vroegere kasteel van Angerville.

## Geschiedenis
De naam van de plaats is niet aanwezig op de 18de-eeuwse Cassinikaart..
Op het eind van het ancien régime op het eind van de 18de eeuw, toen de gemeenten werden gecreëerd, werd de plaats ondergebracht in de gemeente Angerville-la-Martel. De bebouwing van de plaats is weergeven op de Carte de l'état-major uit het midden van de 19de eeuw, maar zonder vermelding van de plaatsnaam. De naam Rue d'Angerville is terug te vinden van de 19de en 20ste eeuw.
Angerville-la-Martel · Daubeuf · Limerville · Miquetot · Rue d'Angerville · Ypreville